# Magistratura (Antigua Roma)

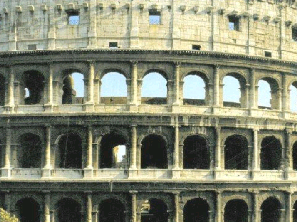
Roma

Una magistratura, en la Antigua Roma, fue un cargo y conjunto de atribuciones con las cuales se investía a un ciudadano para que desempeñara determinadas funciones relacionadas con la administración y dirección política de la ciudad.
En la República romana, finalizada la monarquía (año 509 a. C.), el lugar del rey fue ocupado por dos magistrados a los que se llamó primero pretores y luego cónsules. Según la tradición romana, la aristocracia, para evitar los abusos en que habían incurrido los antiguos reyes, estableció una serie de medidas limitantes al poder de los nuevos oficiales. Así, se dispuso que cada uno tuviera voto sobre las decisiones del otro (intercessio); que gobernaran solo por un año; que las penas o castigos que impusieran pudieran ser apeladas ante las asambleas del pueblo (provocatio ad populum) y que, una vez terminado su mandato, fueran responsables por los actos contrarios a la ley que hubiesen podido cometer en el cargo.
Con el tiempo, las funciones de los cónsules se disgregaron en una serie de nuevas magistraturas, a saber: la cuestura (447 a. C.); la censura (443 a. C.); la pretura urbana (367 a. C.); la edilidad (365 a. C.), y la pretura peregrina (242 a. C.). Todas ellas compartían las características de ser colegiadas, temporales y responsables.
Dichas magistraturas constituían el gobierno regular de la ciudad y por ello eran llamadas ordinarias. Frente a ellas, atendiendo la necesidad de contar con una conducción unitaria y firme para los períodos de crisis, se creó la dictadura (en torno al año 500 a. C.), la cual fue incorporada a la constitución republicana con el carácter de magistratura extraordinaria. Otras magistraturas de igual carácter, pero de existencia restringida a determinados períodos de la República, fueron: el decenvirato y el triunvirato.

## Magistraturas ordinarias
Las magistraturas ordinarias eran las que regían en tiempos de normalidad. Se accedía a ellas de acuerdo al cursus honorum, cuya forma definitiva quedó establecida, en el año 180 a. C., por la ley Villia annalis. En orden jerárquico descendente, eran:
- El consulado
- La censura
- La pretura
- La edilidad
- La cuestura

Eran características comunes de las magistraturas ordinarias:
- La colegialidad: Eran ejercidas, a la vez, por más de una persona (dos, por regla general). Cada una de las cuales tenía la facultad de vetar (intercessio) las decisiones de la otra; facultad negativa, ya que solo implicaba paralizar la actividad del colega, en ningún caso reemplazar o modificar sus decisiones.
- La electividad: Su ejercicio implicaba la previa elección del magistrado por parte de los comicios centuriados, en el caso de los magistrados mayores (censores, cónsules y pretores), o de los comicios tribunados, tratándose de magistrados menores (ediles y cuestores).
- La gratuidad: Eran ejercidas gratuitamente; por el solo honor que implicaba desempeñar el cargo (ad honorem).
- La temporalidad: Su ejercicio estaba limitado en el tiempo. Por regla general, duraban un año; en el caso de la censura, 16 meses. No era posible la reelección inmediata (iteratio), salvo, también, en el caso de la censura.
- La gradualidad: En su conjunto, formaban un sistema jerárquico determinado por el mayor o menor poder (potestas) que la constitución les otorgaba a cada una. En razón del grado, el magistrado superior podía vetar las decisiones del inferior. Además, tal jerarquía, determinaba el curso que debía seguir la carrera del político romano (véase cursus honorum)
- La responsabilidad: Su ejercicio implicaba, para su poseedor, responder por las infracciones a las leyes que hubiese podido cometer en el cargo. Los magistrados mayores respondían al terminar su mandato; los menores, durante el ejercicio del mismo.

Los requisitos para ocupar el cargo de magistrado fueron distintos según la época. En un principio, se requería pertenecer al orden patricio. Solo gradualmente los plebeyos lograron ser admitidos al ejercicio de las diferentes magistraturas. Proceso que culminó cuando, en virtud de las leyes Licinias (año 367 a. C.), se estableció que una de las plazas para el consulado debía ser ocupada necesariamente por un plebeyo.
En el año 180 a. C., la ley Villia annalis estableció que debía trascurrir un tiempo mínimo de dos años para pasar de una magistratura a otra y diez años para volver a ejercer el consulado. También señaló la edad mínima para desempeñar el consulado (42 años), la pretura (39 años) y la edilidad (36 años).
Como paso previo al ejercicio de las magistraturas, todo aspirante a seguir una carrera política debía entrenarse en alguno de los veintiséis cargos menores que comprendía el vigintisexvirato. Por otra parte, era requisito para integrar el senado que se hubiera desempeñado alguna magistratura. Los exmagistrados con imperium (pretores y cónsules) quedaban habilitados para ser designados por el senado para el gobierno de una provincia, en calidad de procónsules o propretores.
Las magistraturas ordinarias eran mayores (magistratus maiores) y menores (magistratus minores), según la elección del magistrado dependiera, respectivamente, de los comicios centuriados o de los comicios tribunados. Magistraturas mayores eran: el consulado, la pretura y la censura ; menores: la edilidad y la cuestura.

### Magistraturas ordinarias mayores

#### El consulado
Se denominó consulado a la magistratura romana que sustituyó a la monarquía al frente del Estado. Se ocupaban de ejecutar leyes y tomar las decisiones más importantes (véase República romana). Cada año se elegían dos cónsules.
Progresivamente va perdiendo atribuciones: primero algunas facultades judiciales civiles y criminales (delegadas en cuestores o decenviros nombrados en cada caso); después sus decisiones debieron ser refrendadas por el Senado; después perdió la administración del Tesoro (en favor de los cuestores) y la de los archivos públicos; después perdió el control de las arcas del ejército (en favor de los Cuestores Militares); más tarde perdió sus funciones de censor (en favor de los censores) y de nombrar las vacantes del Senado (también atribuidas a los Censores); después perdió la facultad de nombrar Cuestores (que pasó a los comicios tribunados); luego perdió otras atribuciones judiciales (en favor del pretor); después las competencias sobre fiestas, policía y mercados (en favor de los ediles curules), y también la facultad de nombrar dictador (que pasó al Senado). Al final solo conservaba algunas funciones menores, el poder ejecutivo de las leyes y el mando del Ejército.

#### La pretura
Los pretores eran los encargados de presidir los tribunales, durante un año, aunque finalizado ese tiempo podían convertirse en propretores y gobernar otro año sobre unos territorios determinados. Eran ocho, y podían considerarse los ayudantes de los cónsules. Se encargaba de realizar los juicios, y aplicar los castigos a los culpables.
El cónsul perdió las funciones judiciales civiles en favor de un magistrado curul designado como Pretor, por plazo de un año, que poseía el imperium y figuraba entre los magistrados de mayor jerarquía. Su nombramiento recayó en los Comicios Centuriados y con el mismo ceremonial religioso que se usaba para la elección del cónsul. La insignia de su cargo era la toga pretexta. Al Pretor correspondían además las funciones consulares cuando los cónsules estaban ausentes.
El pretor era patricio hasta el 337 a. C. en que pudieron acceder a la pretura los plebeyos. Progresivamente los plebeyos ostentaron la magistratura en la mayoría de las ocasiones.
El pretor de Roma dividió sus funciones a partir del 242 a. C.: el Praetor Urbanus se ocupó de las cuestiones de los ciudadanos; y el Praetor Peregrinus de las cuestiones suscitadas entre ciudadanos romanos y no ciudadanos. La división de funciones fue necesaria por el incremento de las causas.

#### La censura
Las funciones del censor estaban inicialmente confiadas al cónsul, que podía delegarlas. Se ejercían cada cinco años y al terminar se realizaba un ritual de purificación con varios sacrificios llamado lustro. Después, se crearon los dos censores, elegidos cada cinco años de entre los senadores que habían desempeñado el consulado, constituyendo esta magistratura la culminación de su carrera o cursus honorum. Sus competencias consistían en revisar la lista de ciudadanos, la del Senado, y decidir qué obras públicas iban a ser costeadas por la República en los siguientes cinco años. Sus tareas se realizaban durante 18 meses, y terminaban con la realización de la ceremonia lustral ya reseñada, cesando inmediatamente después en el cargo.

### Magistraturas ordinarias menores

#### La edilidad
Los ediles eran magistrados menores sin imperio. Originalmente se crearon, al margen de la constitución romana, ediles plebeyos como asistentes del tribuno de la plebe. En el año 367 a. C. se estableció el edil curul, como magistrado constitucional patricio. Al tiempo, se reconocería constitucionalidad a los ediles plebeyos. Dada la igualdad de funciones, los ediles curules y plebeyos terminaron confundiéndose en una sola magistratura. Tales funciones eran: cuidar el orden público (cura urbis); organizar juegos y fiestas públicas (cura ludorum); vigilar el orden y resolver las controversias que pudieran presentarse en los mercados (cura annonae). Se ocupaban de administrar las ciudades Romanas.

#### La cuestura
Los primeros cuestores fueron jueces encargados de los casos de asesinato de alta traición. Con el tiempo su denominación más común fue Decemviri Perduellionis et parricidii. Eran nombrados para cada caso y no constituían una magistratura permanente.
A fines del siglo III a. C. los Decemviri o Cuestores perdieron sus atribuciones judiciales que pasaron a los Triunviri nocturni.
Simultáneamente a estos Cuestores judiciales existieron los Cuestores administrativos, en los que el rey delegaba la administración de los fondos públicos. Con la república sus funciones pasaron a los cónsules, que las delegaron en dos cuestores civiles (para el Tesoro público) y dos cuestores militares (para las arcas del Ejército). Más tarde su nombramiento pasó a los comicios tribunados.

## Magistraturas extraordinarias
Las magistraturas extraordinarias eran aquellas que regían en períodos de anormalidad provocados ya fuera por causas externas (por ejemplo: una guerra que pusiera en peligro la existencia de Roma) o internas (por ejemplo: una conjuración que pusiera en peligro las instituciones republicanas). Eran, en orden de aparición histórica:
- La dictadura, que involucraba el nombramiento de un dictador el cual, a su vez, designaba a un magister equitum.
- El decenvirato. Una magistratura extraordinaria creada en el siglo V a. C. y que dispone de poder consular, reemplazando al colegio de cónsules. Su función fue la de redactar las leyes (la Ley de las XII Tablas) y su abolición (tras solo dos años de funcionamiento) permitió el regreso de los cónsules al gobierno.
- El triunvirato. Era un gobierno de tres personas, generalmente aliadas entre sí. Si bien se discute su calidad de magistratura.

### La dictadura
La dictadura era en la Antigua Roma el gobierno extraordinario que confería a una persona, el dictador, una autoridad suprema en los momentos difíciles, especialmente en los casos de guerra; la dictadura nació, al parecer, a propuesta de Tito Larcio, quien fue además el primero en ejercer el cargo. El dictador era nombrado por uno de los cónsules en virtud de una orden del Senado que tenía la potestad de determinar cuándo era necesario el nombramiento y quién debía ocupar el cargo. Dicho cargo tenía una duración de 6 meses. En un principio, solo los patricios podían ser nombrados dictadores, pero en el año 356 a. C. se les reconoció ese mismo derecho a los plebeyos.

## Poderes de los magistrados
- Potestas: capacidad de mando inherente al cargo que capacita para dar órdenes. Sus elementos: Intercessio: oposición a la decisión de un colega, veto.
- Nombramiento de funcionarios.
- Derecho a representar a la República ante un particular como en una firma.
- Auspicium: derecho de buscar la aprobación de los dioses. Obligatoriedad de consultar los auspicios en nombramientos, en guerra y comicios.
- Imperium: dos clases, el militar que ejercen los magistrados fuera de la ciudad; comprende la administración de los territorios conquistados, convocar al ejército y acuñar moneda para el ejército. El imperium domi es el que se ejerce dentro de la ciudad, cuyo atributo principal es el derecho a la coacción: derecho a actuar de forma ejecutiva y judicial si un subordinado no acataba las órdenes.
- Iurisdictio: poder para intervenir en asuntos judiciales.